# Enrico Forcella
Enrico Forcella Pelliccioni (18 de octubre de 1907, Mónaco-25 de octubre de 1989, Venezuela) fue un tirador deportivo venezolano y campeón de los Juegos Panamericanos.
Ganó la medalla de bronce en tiro con rifle en posición tendido a 50 metros
en los Juegos Olímpicos de 1960 en Roma, y 3 años después ganó la medalla de oro en el mismo evento en los Juegos Panamericanos de 1963 en São Paulo.

## Resultados olímpicos
1960

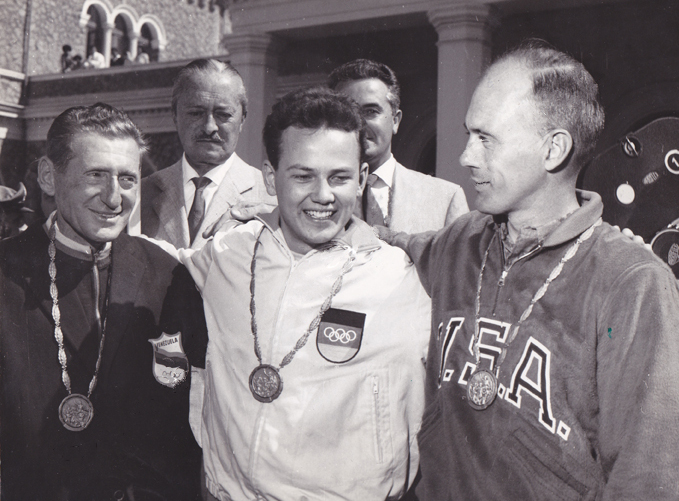
Enrico Forcella, Peter Kohnke y James Enoch Hill medallistas en tiro con rifle en los Juegos Olímpicos de 1960.

- Finalizó en 3° (tercer) lugar, ganando la medalla de bronce con un puntaje de 587.

1964
- Finalizó en 15° (décimo quinto) lugar.

1968
- Finalizó en 44° (cuadragésimo cuarto) lugar.